# Pitó de l'Índia
La pitó de l'Índia (Python molurus), és una espècie de serp de la família Pythonidae, d'hàbits nocturns. Viu al Pakistan, l'Índia, Nepal, Bhutan, Myanmar, Vietnam i Sri Lanka.

## Característiques
Aquest rèptil pot assolir una longitud, de cap a cua, de 6 metres i uns 95 kg de pes, encara que, normalment, no arriba a mesurar més de 5 metres de llarg i els exemplars més petits tenen una longitud de 3 metres. La pitó de l'Índia té un cap típicament triangular, de petita grandària comparada amb la longitud del seu cos.
Per caçar, les pitons disposen d'un sistema de captació de la calor de les seves preses (animals de sang calenta) situat en les mandíbules.
La pitó de l'Índia viu en el sud-est asiàtic (però no a les Filipines) ocupant boscos i prades i altres ambients més humits, propers als rius, com a zones pantanoses o arrossars. A aquest rèptil li agrada banyar-se i es desembolica en l'aigua a la perfecció. Fora de l'aigua, prefereix anar arran de terra, encara que també és capaç de grimpar pels arbres i vegetació similar.

## Alimentació
Les pitons joves mengen tota mena de rosegadors, llangardaixos de grandària petita i cries d'aus. Les pitons adultes depredan grans llangardaixos, cocodrils, petits remugants (cèrvids joves), porcs petits i micos. Encara que el que més freqüentment consumeixen són rosegadors, sobretot rates.